# Sergnano
Sergnano är en ort och kommun i provinsen Cremona i regionen Lombardiet i Italien. Kommunen hade 3 537 invånare (2018).